# 赵柏田
赵柏田（1969年8月—），浙江人，中国小说家、散文家。青年时曾在余姚文化馆、文化局、文联工作。1990年代出版首部著作《我们居住的年代》，之后在《十月》、 《天涯》、 《收获》等杂志上发表一系列中短篇小说，后出版小说集《站在屋顶上吹风》。2001年赴宁波工作。其后出版的散文集《岩中花树：十六至十八世纪的江南文人》、《历史碎影：日常视野中的现代知识分子》反思文化人的处境。2011年出版《赫德的情人》一书，讲述了赫德与中国船家女阿瑶的故事。

## 评价
批评家张闳认为，赵的叙事方式源自新史学，继承了先锋派的传统。